# Флаг Кимрского района
Флаг муниципального образования «Ки́мрский район» Тверской области Российской Федерации является символом общественно-исторического и административного статуса муниципального образования.
Флаг утверждён 1 августа 2005 года и внесён в Государственный геральдический регистр Российской Федерации с присвоением регистрационного номера 2197.

## Описание
Прямоугольное полотнище с отношением ширины к длине 2:3, состоящее из трёх горизонтальных полос синего (вверху, шириной в 3/5 полотнища), жёлтого (в середине, шириной в 1/5 от ширины полотнища) и зелёного цветов. В центре синей полосы — жёлтое солнце с четырнадцатью полукруглыми спиралевидными лучами с жёлтым с тонким синим контуром зерновидным орнаментом по краю диска. На жёлтой полосе — одиннадцать синих спиралевидных волн, закручивающихся слева направо. В центре зелёной полосы — три синих, имеющих жёлтый контур и середины, цветка льна.

## Символика
Солнце с 14 лучами символизирует районный центр и 14 поселений Кимрского района, объединённые воедино. Синие волны напоминают о реках, впадающих в Волгу, а цветы льна — об историческом большом значении льноводства в сельском хозяйстве района.